# Just Dance 2014
Just Dance 2014 è il quinto gioco della serie Just Dance, sviluppato da Ubisoft Milano e pubblicato da Ubisoft, messo in commercio nell'ottobre 2013 per PlayStation 3, Xbox 360, Wii e Wii U; mentre le versioni per PlayStation 4 e Xbox One sono state distribuite a novembre dello stesso anno.
È stato ufficialmente annunciato all'E3 2013.

## Modalità di gioco
Come nei capitoli precedenti, il gioco include la modalità "Classica" in cui il giocatore deve danzare come mostrato a schermo da un ballerino virtuale. Più fedeli sono le mosse e più alto sarà il punteggio.
È stata introdotta una nuova modalità "On-Stage", in cui in tre giocatori si possono ballare coreografie dove uno svolge il ruolo di protagonista e gli altri svolgono un ruolo di accompagnamento. In questa modalità, sulle versioni Playstation 4 ed Xbox One, il gioco è in grado di supportare fino a sei giocatori. Inoltre, per le console dotate di microfono, è disponibile una modalità karaoke.
La modalità "Party Master" è una versione aggiornata della modalità "Burattinaio" di Just Dance 4 per Wii U, dove, con l'ausilio di un WiiU GamePad, un giocatore può cambiare le regole del gioco: brano corrente e mosse specifiche per un massimo di altri quattro giocatori. Questa caratteristica è esclusiva per la versione Wii U ed Xbox del gioco. Sono disponibili anche altre modalità come "mashup", "versioni alternative", "Sweat" e "Battle Mode". È stata aggiunta una nuova modalità chiamata "World Dance Floor", dove i giocatori possono unirsi ad un gruppo virtuale, composto da amici o altri appassionati del gioco, e competere in vari eventi a tema (ad esempio, “ragazzi contro ragazze” o “gruppo contro gruppo”). Inoltre, il giocatore ha la possibilità di controllare la propria posizione nelle classifiche mondiali, monitorare le statistiche sugli altri giocatori, condividere su Facebook o su Twitter le rispettive clip AutoDance e ricevere gli aggiornamenti della community. In origine, la modalità "Just Dance DJ" annunciata nel trailer ufficiale E3, era presente nella versione per Xbox One del gioco, ma da allora è stata rimossa.
Le difficoltà sono: Facile, Normale, Difficile, Esperta.
Il 27 settembre 2013 è stata pubblicata per dispositivi Android e iOS l'app AutoDance 2014, che permette agli utenti di registrare le proprie esibizioni, modificarle comodamente e pubblicarle sul sito di Just Dance.

## Canzoni
Il gioco contiene 49 canzoni:
| Titolo                                      | Artisti                                  | Difficoltà | Anno | Modalità  | Ballerino/i |
| ------------------------------------------- | ---------------------------------------- | ---------- | ---- | --------- | ----------- |
| 99 Luftballons (*)                          | Rutshen Planten (Nena)                   | Facile     | 1983 | Duetto    | ♂/♀         |
| Alfonso Signorini (eroe nazionale) (P)      | Fedez                                    | Difficile  | 2013 | Solo      | ♂           |
| Applause                                    | Lady Gaga                                | Normale    | 2013 | Solo      | ♀           |
| Aquarius/Let the Sunshine In (*)            | The Sunlight Shakers (The 5th Dimension) | Facile     | 1969 | Duetto    | ♀/♀         |
| Blame It on the Boogie                      | Mick Jackson                             | Facile     | 1978 | Quartetto | ♂/♀/♂/♀     |
| Blurred Lines                               | Robin Thicke ft. Pharrell Williams       | Facile     | 2013 | Duetto    | ♂/♂         |
| C'Mon                                       | Ke$ha                                    | Difficile  | 2013 | Duetto    | ♀/♂         |
| Candy                                       | Robbie Williams                          | Normale    | 2012 | Duetto    | ♂/♀         |
| Careless Whisper                            | George Michael                           | Difficile  | 1985 | Duetto    | ♂/♀         |
| Could You Be Loved                          | Bob Marley                               | Normale    | 1980 | Duetto    | ♀/♀         |
| Dançando (N)                                | Ivete Sangalo                            | Difficile  | 2012 | Solo      | ♀           |
| Danse (P)                                   | Tal                                      | Facile     | 2013 | Solo      | ♀           |
| Feel So Right                               | Imposs ft. Konshens                      | Difficile  | 2013 | Solo      | ♀           |
| Feel This Moment                            | Pitbull ft. Christina Aguilera           | Normale    | 2013 | Solo      | ♀           |
| Fine China                                  | Chris Brown                              | Normale    | 2013 | Solo      | ♂           |
| Flashdance... What a Feeling (*)            | The Girly Team (Irene Cara)              | Difficile  | 1983 | Solo      | ♀           |
| Follow the leader                           | Wisin and Yandel ft. Jennifer Lopez      | Difficile  | 2012 | Solo      | ♀           |
| Gentleman                                   | Psy                                      | Normale    | 2013 | Solo      | ♂           |
| Get Lucky                                   | Daft Punk ft. Pharrell Williams          | Normale    | 2013 | Duetto    | ♂/♂         |
| Ghostbusters                                | Ray Parker, Jr.                          | Facile     | 1984 | Quartetto | ♂/♂/♂/♂     |
| Gimme! Gimme! Gimme! (A Man After Midnight) | ABBA                                     | Facile     | 1979 | Solo      | ♀           |
| I Kissed a Girl                             | Katy Perry                               | Difficile  | 2008 | Solo      | ♀           |
| Isidora                                     | Bog Bog Orkestar                         | Normale    | 2013 | Solo      | ♂           |
| I Will Survive                              | Gloria Gaynor                            | Facile     | 1978 | Solo      | ♀           |
| In The Summer Time                          | Mungo Jerry                              | Facile     | 1970 | Quartetto | ♂/♀/♂/♀     |
| It's You                                    | Duck Sauce                               | Normale    | 2013 | Solo      | ♂           |
| Just a Gigolo                               | Louis Prima                              | Normale    | 1956 | Duetto    | ♂/♀         |
| Just Dance                                  | Lady Gaga ft. Colby O'Donis              | Difficile  | 2008 | Solo      | ♀           |
| Kiss You                                    | One Direction                            | Facile     | 2012 | Quartetto | ♂/♂/♂/♂     |
| Limbo                                       | Daddy Yankee                             | Difficile  | 2012 | Duetto    | ♂/♀         |
| María                                       | Ricky Martin                             | Difficile  | 1995 | Solo      | ♂           |
| Miss Understood                             | Sammie                                   | Normale    | 2013 | Solo      | ♀           |
| Moskau (*)                                  | Dancing Bros. (Dschinghis Khan)          | Difficile  | 1979 | Duetto    | ♂/♀         |
| Nitro Bot                                   | Sentai Express                           | Normale    | 2013 | Duetto    | ♂/♀         |
| Pound the Alarm                             | Nicki Minaj                              | Facile     | 2012 | Quartetto | ♀/♀/♀/♀     |
| Prince Alì (*)                              | Disney's Aladdin (Robin Williams)        | Normale    | 1992 | Quartetto | ♂/♀/♂/♂     |
| Rich Girl                                   | Gwen Stefani ft. Eve                     | Normale    | 2004 | Solo      | ♀           |
| She Wolf (Falling to Pieces)                | David Guetta ft. Sia                     | Normale    | 2012 | Solo      | ♀           |
| Starships                                   | Nicki Minaj                              | Normale    | 2012 | Solo      | ♀           |
| Love Boat (*)                               | Frankie Bostello (Jack Jones)            | Normale    | 1983 | Solo      | ♂           |
| The Other Side (N)                          | Jason Derulo                             | Difficile  | 2013 | Solo      | ♂           |
| #that POWER                                 | will.i.am ft. Justin Bieber              | Difficile  | 2013 | Quartetto | ♀/♂/♂/♀     |
| The Way                                     | Ariana Grande ft. Mac Miller             | Facile     | 2013 | Duetto    | ♂/♀         |
| Troublemaker                                | Olly Murs ft. Flo Rida                   | Facile     | 2012 | Solo      | ♂           |
| Timber                                      | Pitbull ft. Ke$ha                        | Facile     | 2013 | Duetto    | ♀/♂         |
| Turn Up the Love                            | Far East Movement ft. Cover Drive        | Difficile  | 2012 | Duetto    | ♂/♀         |
| Where Have You Been                         | Rihanna                                  | Difficile  | 2012 | Solo      | ♀           |
| Wild                                        | Jessie J feat. Big Sean                  | Difficile  | 2013 | Solo      | ♀           |
| Y.M.C.A.                                    | Village People                           | Facile     | 1978 | Quartetto | ♂/♂/♂/♂     |

- (*): la canzone è una cover.
- (P): la canzone sarà disponibile in America tramite il (DLC), mentre è già nel gioco in Europa (PAL).
- (N): la canzone sarà disponibile in Europa tramite il (DLC), mentre è già nel gioco in America (NTSC).

## On Stage (Modalità sul Palco)
Una novità contenuta in Just Dance 2014 è quella delle coreografie On-Stage, questa modalità permette di essere al centro dell'attenzione. Prevede 3 ballerini.
| Titolo                                      | Artisti                     | Difficoltà | Anno | Modalità                  | Ballerino/i |
| ------------------------------------------- | --------------------------- | ---------- | ---- | ------------------------- | ----------- |
| Careless Whisper                            | George Michael              | Facile     | 1984 | Trio (Modalità sul Palco) | ♀/♂/♀       |
| I Kissed a Girl                             | Katy Perry                  | Normale    | 2008 | Trio (Modalità sul Palco) | ♂/♀/♀       |
| I Will Survive                              | Gloria Gaynor               | Normale    | 1978 | Trio (Modalità sul Palco) | ♂/♀/♂       |
| Just Dance                                  | Lady Gaga ft. Colby O'Donis | Normale    | 2008 | Trio (Modalità sul Palco) | ♀/♀/♀       |
| Gimme! Gimme! Gimme! (A Man After Midnight) | ABBA                        | Normale    | 1979 | Trio (Modalità sul Palco) | ♂/♀/♂       |
| #ThatPOWER (DLC)                            | will.i.am ft. Justin Bieber | Difficile  | 2013 | Trio (Modalità sul Palco) | ♂/♂/♂       |
| Where Have You Been                         | Rihanna                     | Difficile  | 2012 | Trio (Modalità sul Palco) | ♂/♀/♂       |

## Dance Mash-Up
In questo capitolo sono di nuovo presenti le mash-up (alcune sono Sweat Mash-Up).
| Canzone                                          | Artista                                | Anno |
| ------------------------------------------------ | -------------------------------------- | ---- |
| Blame It on the Boogie (SW)                      | Mick Jackson                           | 1978 |
| Blurred Lines                                    | Robin Thicke ft. and Pharrell Williams | 2013 |
| Candy                                            | Robbie Williams                        | 2013 |
| C'Mon                                            | Ke$ha                                  | 2013 |
| Could You Be Loved (M)                           | Bob Marley                             | 1980 |
| Feel So Right                                    | Imposs ft. Konshens                    | 2013 |
| Fine China                                       | Chris Brown                            | 2013 |
| Flashdance... What a Feeling                     | The Girly Team                         | 1983 |
| Follow the Leader (S)                            | Wisin and Yandel ft. Jennifer Lopez    | 2012 |
| Gentleman                                        | Psy                                    | 2013 |
| Ghostbusters (singolo) (F)                       | Ray Parker, Jr.                        | 1984 |
| Gimme! Gimme! Gimme! (A Man After Midnight) (SW) | ABBA                                   | 1979 |
| I Kissed a Girl (D)                              | Katy Perry                             | 2008 |
| It's You                                         | Duck Sauce                             | 2013 |
| Just a Gigolo (SW)                               | Louis Prima                            | 1956 |
| Just Dance                                       | Lady Gaga ft. Colby O'Donis            | 2010 |
| Limbo (G)                                        | Daddy Yankee                           | 2012 |
| Miss Understood (SW)                             | Sammie                                 | 2013 |
| Moskau (SW)                                      | Dancing Bros.                          | 1978 |
| I Will Survive                                   | Gloria Gaynor                          | 1978 |
| Pound The Alarm (L)                              | Nicki Minaj                            | 2013 |
| Prince Alì                                       | Disney Aladdin                         | 1992 |
| Rich Girl (N)                                    | Gwen Stefani ft. Eve                   | 2004 |
| She Wolf (Falling to Pieces) (O)                 | David Guetta ft. Sia                   | 2012 |
| Starships (SW)                                   | Nicki Minaj                            | 2012 |
| The Love Boat (AGO)                              | Frankie Bostello                       | 1983 |
| Troublemaker (MA)                                | Olly Murs ft.Flo Rida                  | 2013 |
| Turn Up the Love (SW)                            | Far East Movement ft. Cover Drive      | 2013 |
| #that POWER                                      | will.i.am ft. Justin Bieber            | 2013 |
| Where Have You Been (A)                          | Rihanna                                | 2012 |
| Wild                                             | Jessie J ft. Big Sean                  | 2013 |
| Y.M.C.A. (GIU)                                   | Village People                         | 1978 |

Molti Dance Mash-Up vengono sbloccati solo nei mesi richiesti:
- (G): la canzone è sbloccabile a gennaio.
- (F): la canzone è sbloccabile a febbraio.
- (M): la canzone è sbloccabile a marzo.
- (A): la canzone è sbloccabile ad aprile.
- (MA): la canzone è sbloccabile a maggio.
- (GIU): la canzone è sbloccabile a giugno.
- (L): la canzone è sbloccabile a luglio.
- (AGO): la canzone è sbloccabile ad agosto.
- (S): la canzone è sbloccabile a settembre.
- (O): la canzone è sbloccabile ad ottobre.
- (N): la canzone è sbloccabile a novembre.
- (D): la canzone è sbloccabile a dicembre.
- (sw): la canzone è una sweat mash-up.

## Versioni Intensive o Alternative
Con Just Dance 2014 tornano le coreografie alternative/intensive.
| Canzone                    | Artista                            | Difficoltà | Anno | Modalità                     | Ballerino/i |
| -------------------------- | ---------------------------------- | ---------- | ---- | ---------------------------- | ----------- |
| Applause (DLC)             | Lady Gaga                          | Difficile  | 2013 | Solo (Coreografia originale) | ♀           |
| Blame It on the Boogie (W) | Mick Jackson                       | Esperta    | 1978 | Solo (Versione Intensiva)    | ♀           |
| Fine China                 | Chris Brown                        | Esperta    | 2013 | Solo (Versione Intensiva)    | ♂           |
| Follow The Leader (U)      | Wisin and Yadel ft. Jennifer Lopez | Normale    | 2012 | Solo (Versione Sweat)        | ♂           |
| Gentleman                  | Psy                                | Facile     | 2013 | Solo (Versione Sweat)        | ♀           |
| Ghostbusters               | Ray Parker, Jr.                    | Normale    | 1984 | Solo (Versione Sweat)        | ♀           |
| I Kissed a Girl            | Katy Perry                         | Facile     | 2008 | Solo (Versione Sweat)        | ♀           |
| It's You                   | Duck Sauce                         | Facile     | 2013 | Solo (Versione Sweat)        | ♀           |
| Kiss You                   | One Direction                      | Normale    | 2013 | Solo (Versione Sweat)        | ♂           |
| Just Dance (DLC)           | Lady Gaga ft. Colby O'Donis        | Difficile  | 2008 | Solo (Versione Sweat)        | ♂           |
| Limbo                      | Daddy Yankee                       | Normale    | 2012 | Solo (Versione Sweat)        | ♀           |
| María                      | Ricky Martin                       | Normale    | 1995 | Solo (Versione Sweat)        | ♀           |
| Pound the Alarm (DLC)      | Nicki Minaj                        | Esperta    | 2012 | Solo (Versione Intensiva)    | ♂           |
| Rich Girl                  | Gwen Stefani ft. Eve               | Normale    | 2004 | Solo (Con Una Sedia)         | ♀           |
| Starships                  | Nicki Minaj                        | Normale    | 2012 | Duetto (Charleston)          | ♀/♂         |
| Troublemaker               | Olly Murs ft. Flo Rida             | Facile     | 2013 | Solo (Versione Sweat)        | ♂           |
| Turn Up the Love           | Far East Movement ft. Cover Drive  | Normale    | 2012 | Quartetto (Sumo)             | ♂/♂/♂/♂     |
| Where Have You Been        | Rihanna                            | Esperta    | 2012 | Solo (Versione Intensiva)    | ♀           |
| #that POWER                | will.i.am ft. Justin Bieber        | Esperta    | 2013 | Solo (Versione Intensiva)    | ♂           |

- (DLC): la canzone deve essere scaricata dal negozio.
- (W): la canzone non è presente nella versione Wii.
- (U): la canzone viene sbloccata su Uplay [tranne che su Nintendo Wii, dove essa è già presente].

## Party Master Mode
La Party Master Mode (una versione aggiornata della modalità Master Puppet) è una modalità esclusiva per Wii U. In questa modalità un giocatore prenderà il ruolo del party master, responsabile di cambiare la coreografia di ballo in tempo reale. Per fare ciò, il giocatore deve usare il controller per scegliere uno dei quattro passi di danza visualizzati sul touch screen del controller. Il giocatore può inoltre scegliere di saltare il brano corrente, alterando ulteriormente la coreografia.
| Titolo              | Artista                               | Anno |
| ------------------- | ------------------------------------- | ---- |
| Follow The Leader   | Wisin and Yandel feat. Jennifer Lopez | 2012 |
| Gentleman           | Psy                                   | 2013 |
| I Will Survive      | Gloria Gaynor                         | 1978 |
| Just Dance          | Lady Gaga ft. Colby O'Donis           | 2008 |
| Starships           | Nicki Minaj                           | 2012 |
| Troublemaker        | Olly Murs feat. Flo Rida              | 2012 |
| Where Have You Been | Rihanna                               | 2012 |

## Battle mode
Come nel precedente capitolo è presente la Battle Mode, che permette ai giocatori di sfidarsi con nuove coreografie. In questa modalità i giocatori competono uno contro l'altro sfidandosi su due canzoni diverse, per un totale di cinque turni. Il giocatore che vince un round sceglie la riproduzione del brano da eseguire nel turno successivo. Chi vince il maggior numero di round vince la battaglia.
Sono presenti quattro battle mode:
| Titolo                                               | Artista                              | Difficoltà | Ballerino/i |
| ---------------------------------------------------- | ------------------------------------ | ---------- | ----------- |
| She Wolf (Falling To Pieces) VS. Where Have You Been | David Guetta ft. Sia VS Rihanna      | Normale    | ♀ VS ♀      |
| Kiss You VS. Pound The Alarm                         | One Direction VS Nicki Minaj         | Normale    | ♂ VS ♀      |
| C'Mon VS.'#thatPOWER                                 | Ke$ha VS will.i.am ft. Justin Bieber | Normale    | ♂ VS ♂      |
| Fine China VS. Gentleman                             | Chris Brown VS PSY                   | Normale    | ♂ VS ♂      |

## Bundle
A partire dal 22 novembre 2013 il gioco è in commercio in un bundle composto da:
- Wii U bianca con 8 GB di memoria flash interna;
- Wii U GamePad bianco;
- Telecomando Wii Plus bianco;
- Barra sensore;
- Versione su disco di Just Dance 2014;
- Versione su disco di Nintendo Land.

## Vendite
Ubisoft ha dichiarato che al maggio 2014, il gioco ha venduto 6 milioni di copie.